# Amaury Leveaux
Amaury Raymond Leveaux (Belfort, 2 dicembre 1985) è un ex nuotatore francese, specializzato nello stile libero e nella farfalla.
Ha detenuto fino al 2021 il record del mondo dei 100 metri stile libero in vasca corta con il tempo di 44"94. Ai Giochi Olimpici di Pechino la medaglia d'argento nella staffetta 4x100 e nei 50m stile libero. 
L'11 agosto 2008, ai Giochi Olimpici di Pechino, ha stabilito il record europeo in 3'08"32 nella staffetta 4x100m stile libero.
Insieme a Alain Bernard, Frédérick Bousquet e Fabien Gilot costituisce il fortissimo quartetto francese nelle staffette veloci.

## Palmarès
Nel suo palmarès si segnalano finora i seguenti risultati:
- Olimpiadi

Pechino 2008: argento nei 50m sl e nella 4x100m sl.
Londra 2012: oro nella 4x100m sl e argento nella 4x200m sl.
- Mondiali

Melbourne 2007: bronzo nella 4x100m sl.
Roma 2009: bronzo nei 50m sl e nella 4x100m sl.
Barcellona 2013: oro nella 4x100m sl.
- Europei

Madrid 2004: bronzo nella 4x100m sl e nella 4x200m sl.
Budapest 2006: argento nei 100m farfalla e bronzo nella 4x100m sl.
Eindhoven 2008: argento nei 200m sl.
Budapest 2010: argento nella 4x100m sl.
Debrecen 2012: oro nella 4x100m sl e argento nei 200m sl.
- Europei in vasca corta

Debrecen 2007: argento nella 4x50m sl
Fiume 2008: oro nei 50m sl, nei 100m sl, nei 50m farfalla e nella 4x50m sl.
Istanbul 2009: oro nei 100m sl e nella 4x50m sl e bronzo nella 4x50m misti.
Stettino 2011: argento nei 50m farfalla.
Chartres 2012: oro nella 4x50m sl e nella 4x50m sl mista.
- Giochi del Mediterraneo

Almerìa 2005: oro nella 4x100m sl e bronzo nei 200m sl e nella 4x200m sl.
Pescara 2009: oro nella 4x100m sl.
- Europei giovanili

Glasgow 2003: oro nella 4x100m sl, argento nei 100m sl, nei 100m farfalla e nella 4x200m sl.
- Campionati francesi

2003: argento nei 50m farfalla.
2004: oro nei 200m sl e argento nei 100m sl.
2005: oro nei 200m sl e argento nei 100m sl.
2006: oro nei 100m sl, argento nei 200m sl e nei 100m farfalla
2007: argento nei 200m sl e nei 100m farfalla
2008: oro nei 50m sl e nei 200m sl
2009: bronzo nei 50m sl